# ويليام رودني ألين
ويليام رودني ألين (بالإنجليزية: William Rodney Allen)‏ هو ناقد أدبي وكاتب وصحفي أمريكي، ولد في 1952.